# توشيوكي إيغاراشي
توشيوكي إيغاراشي (باليابانية: 五十嵐俊幸) مواليد 17 يناير 1984 في يوريهونجو، اليابان، هو ملاكم محترف ياباني يصنف ضمن فئة وزن الذبابة بدأ مسيرته الاحترافية سنة 2006 حيث انتصر في نزاله الأول. حقق بطولة المجلس العالمي للملاكمة. شارك في دورة الألعاب الأولمبية الصيفية سنة 2004.

## إحصائيات
خاض خلال مسيرته 23 نزالا، فاز في 20 وتعادل في 1 وخسر في 2. فاز بالضربة القاضية في 11 نزالا.

## روابط خارجية
- توشيوكي إيغاراشي على موقع بوكس ريك (الإنجليزية) (registration required)
- توشيوكي إيغاراشي على موقع أوليمبيديا (الإنجليزية)